# Ribnjak (Našice)
Ribnjak es una localidad croata de la ciudad de Našice, en el condado de Osijek-Baranja y en la región de Eslavonia.

## Demografía
| Gráfica de población de Ribnjak 1890-2011                           |
|                                                                     |
| Según los censos de población de la oficina estadística de Croacia. |